# Pellenes cingulatus
Pellenes cingulatus är en spindelart som beskrevs av Wesolowska, Russel-Smith 2000. Pellenes cingulatus ingår i släktet Pellenes och familjen hoppspindlar. Inga underarter finns listade i Catalogue of Life.